# Дирутенийлантан
Дирутенийлантан — бинарное неорганическое соединение
лантана и рутения
с формулой LaRu2,
кристаллы.

## Получение
- Сплавление стехиометрических количеств чистых веществ:

{\displaystyle {\mathsf {La+2Ru\ {\xrightarrow {1400^{o}C}}\ LaRu_{2}}}}

## Физические свойства
Дирутенийлантан образует кристаллы
кубической сингонии, пространственная группа F d3m, параметры ячейки a = 0,7763 нм, Z = 8,
структура типа димедьмагния MgCu2 (фаза Лавеса)
.
Соединение образуется по перитектической реакции при температуре 1400°C 
(1431°C ).
Проявляет сверхпроводящие свойства .